# くちコミ☆ジョニー!
『くちコミ☆ジョニー!』は、日本テレビで、2007年10月1日から2008年3月27日まで生放送されていた情報バラエティ番組である（関東ローカル）。放送時間は、月曜日 - 木曜日の15:55 - 16:53（JST）。地上デジタル放送あるいはワンセグでもデータ放送を実施。日本テレビの生放送番組でデータ放送を実施したのはスポーツ番組を除けば、帯番組では初めてのこと。2008年春の番組改編により同年3月27日、通算100回目の放送をもって番組を終了した。

## 概要
日本テレビでは、2003年春にスタートした『汐留スタイル!』で平日16時台の生番組をスタートさせたが僅か3年で終了し、その後は再放送枠となっていたが『ザ・ワイド』が2007年9月28日で放送終了（『ドラバラZONE』になりドラマ再放送枠に変更）に伴い、それに代わる生情報番組として『ラジかる!!』（後の『PON!』の直接的ルーツにあたる番組）以来約1年半ぶりに平日16時台の生番組を復活させることになった。
番組はスタジオ公開形式で行われ、番組ホームページから観覧応募ができる（ただし49歳までの女性が対象）。しかしスタジオはガラス張りのため外から丸見えの実質的なオープンスタジオ形式）になっており応募しなくても見ることができた。
2007年11月5日に公開スタジオの名前が決定し「テレビバ」という名称となった。現在は不定期的に行事で使用されているのみである。

## 出演者

### MC
- 月曜日 - 水曜日
  - 山口智充（DonDokoDon）
  - 松本志のぶ（当時日本テレビアナウンサー）
- 木曜日
  - 友近
  - 森圭介（日本テレビアナウンサー）

### 曜日レギュラー
- 月曜日：山里亮太（南海キャンディーズ）、田丸麻紀、半田健人、チャド・マレーン（ジパング上陸作戦）、こまつ（番組のオープニングでネタ披露）
- 火曜日：あべこうじ、西山茉希、辛酸なめ子
- 水曜日：おぐねー（小椋ケンイチ）、山本モナ、麒麟（田村裕・川島明）、ザブングル（松尾陽介・加藤歩）
- 木曜日：ケンドーコバヤシ、今井りか、村上ショージ、石田靖、夏目ナナ
- ジョニー・ガールズ
  - 10月：佐々木梨絵、大島麻衣（AKB48）
  - 11月：佐藤里香、西川祥（西川さち）
  - 12月：七瀬あずみ、稲垣実花
  - 1月：佐々木梨絵、
  - 2月：齊藤夢愛

### スター天気予報
- 月曜日 - 水曜日：神奈月
- 木曜日：ホリ

ほか

## タイムテーブル
- 15:55 オープニング(テーマソングは初回から最終回までGReeeeNの「HIGH G.K LOW〜ハジケロ〜」が使われた。)
- 15:56 日替わりコーナー
- 16:11 日替わりコーナー
- 16:32 日替わりコーナー
- 16:46 スター天気予報
- 16:50 エンディング・日替わりコーナー

（番組終了から5秒間の間、16:53より放送の『NNN Newsリアルタイム』の告知が入っていた）

## 主なコーナー

### レギュラーコーナー
スター天気予報
ホールの外から明日の天気・週間天気を伝えるコーナー。モノマネによって行い、ろくに天気を伝えていないこともあり、その際も気象情報は画面上に表示されていた。そのため、画面上方に「この気象情報はホンモノです」と注意書きが出る。
筆前五級（月曜日 - 水曜日）
山口智充扮する書道家の「筆前五級」先生が、視聴者からの悩みに「書」で答えるコーナー。はじめに視聴者から悩みが寄せられ、筆前がその悩みに対する回答を筆で巨大な和紙に書き込む。書の内容は殆どが笑い取りに走るため、悩みに対して真面目な回答をすることは滅多になく相談者や観客はそれを承知の上で楽しんでいた。筆前が書をしたためている間、バックでは鼓代神が太鼓を演奏し、TV画面の下部にはスタッフロールが流れていた。書を披露する直前に印章を勢いよく押し、書を披露したあとは、「くちコミ☆ジョニー!、また明日っ!」と筆前が言って番組を締めるのがお決まりだった。
一男聞いて十を知れ（木曜日）
友近扮する「西尾一男」さんに視聴者がお悩みを相談するコーナー。視聴者の質問のあとに大阪府摂津市から来たという設定の西尾が登場し、回答は彼（彼女?）の「しゃべくり」によるものが主体となっていた。筆前五級とは異なりある程度は悩み相談に乗るが、それでも放送日によってはネタばかりでまともに回答をしないときもあり、必ず最後は理不尽な言動を吐き捨てて去っていく。その後、ケンドーコバヤシと森圭介がツッコミを（呆れ気味に）入れて番組を締めるのがお決まりになっていた。

### 曜日別コーナー

#### 月曜日
フリマのジョニー
品物の売り買いをする場ではなく、視聴者の披露するネタを売り買いする場である。視聴者が自分のネタを披露。10月終わり頃まで価格（ジョニー）はネタを披露する本人が10000ジョニーまで決められており1ジョニーは日本円に換算すると1円という設定だった。披露したネタを買いたければ、「買った」の札を出す。買いたくなければ「買わない」の札を出す。ただし3人いる曜日別レギュラーのうち、2人以上が「買った」の札を出せば、申告した金額（ジョニー）を獲得できる。ただし、11月からは全員が「買った!」の札を出せば自動的に10000ジョニーをゲットできるようになった。2人が札を上げると「くちコミ☆ジョニー!オリジナルTシャツ」をゲットできた。
また多くの芸人が登場し、こまつを輩出するなど以前はレギュラーコーナーであったが後に月曜日のみに降格した。
2月頃からはオープニングで「フリママスターこまつ」としてこまつがパフォーマンスするコーナーとなっていてタイトル表示すらなかった。
半田健人の昭和熱中時代
半田健人が、昭和の素晴らしさを世に伝えるべく、熱中先生となって“昭和レトロ”を紹介する。懐かしい昭和グッズや誰もが知っている昭和歌謡をクイズ形式で振り返る。
末期はイントロクイズが中心となっていた
“自称・美人妻”の晩ごはん
チャド・マレーンと若手男子アナウンサーが視聴者から送られた“自称・美人妻”のお宅を訪問し、美人奥様が作ってくれた晩ごはんを、ダンナ様よりひと足早くご馳走になる。

#### 火曜日
おはなしレストランABE（アベ）
シェフとして話し手をゲストとして招き、様々な話をしてもらう。
Club カワイイ
西山茉希が、番組携帯サイトに視聴者から送られてきた、思わず「かわいぃ〜!」と声をあげたくなるような写真を紹介する。No.1である“マキセレクト”に選ばれると西山茉希サイン入り番組Tシャツが送られ、西山茉希、辛酸なめ子自らが撮影した写真も披露された。
ぐっさんのドーンとはじめてやってみよう!
視聴者から送られた“これをやらずに死ぬのはもったいない!”、“一生のうちに一度はこれを体験してみたい!”というものを、未経験者の代表としてぐっさん（山口智充）が体験し感想をリポートしていた。
ジョニーズショッピング
辛酸なめ子とジョニーガールズが毎週様々な商品を紹介するコーナー。放送された商品は『くちコミ☆ジョニー』のホームページから注文できた。

#### 水曜日
先乗りジョニー・ブーブーFIVE
今話題の最新グッズについて、ベスト5をクイズ形式で紹介。
ちょっと聞いてョ!おもいっきり モナ電話
山本モナが視聴者から届いた恋愛相談を独自の恋愛感で答えるコーナー。
田村裕が視聴者の貧乏に関する相談に答える『ちょっと聞いてョ!おもいっきり タム電話』というコーナーもあるが、ほとんど相談が寄せられなかった。
おぐねーのビューティー3分メイキング
おぐねーこと小椋ケンイチがメイクの悩みをたった3分で解消する超簡単テクニックをスタジオで実践する。最後に、ビューティー5.7.5が発表された。

#### 木曜日
週刊ジョニスポ!
一週間の芸能ニュースから海外のニュース、ネット上で拾った噂話までジョニスポ編集部が気になった情報を届けるコーナー。話題のニュースやトピックスについて、友近や金曜レギュラー、芸能レポーターが突っ込みを入れる。
プレゼンジョニー
ゲストの最近注目しているものや人(一目ぼれ)を20秒でプレゼンする。ゲストと観客の審査で1位には賞品が贈られ、最下位には罰ゲームが与えられる
番組の終了が決まっていたためコーナー初登場時に出演者たちが「今さら新コーナー?」というように呆れていた。
出張クイズ!バカみたいに○○
村上ショージと美人秘書（夏目ナナ）が「バカみたいに○○」な店や場所に潜入し、レポートする。

## 末期までに残らなかったコーナー
先乗りジョニー（レギュラーコーナー版）〔月曜日 - 木曜日〕
世の中のちょっとした先取りした情報や、密かにブレイクの兆しのあるくちコミ情報を紹介するコーナー。司会は各曜日、決められたレギュラーが担当していた。
以前は月 - 木曜日に放送されたレギュラーコーナーであったが後に水曜日の『ブーブーファイブ』、木曜日の『レンタルショップKOBAYA』に受け継がれた。
くちコミュ!〔月曜日 - 木曜日〕
ゲストが今ハマッっていることを紹介し、その魅力を伝えるレギュラーコーナー。
宣伝部長チャド〔月曜日〕
ジパング上陸作戦のチャド・マレーンが番組を宣伝するコーナー。様々な場所でくちコミ☆ジョニー!を宣伝する。僅か2週間で終了。
チャドちょっと行ってきて!〔月曜日〕
ジパング上陸作戦のチャド・マレーンが番組に寄せられる情報が本当なのかどうか、現場に行って確認してもらうコーナー。
ランキンジョニー〔水曜日〕
ザブングルがCDの売り上げや映画のランキングを紹介。エンタメ情報を紹介。
先乗りジョニー・レンタルショップKOBAYA
お客様満足度99%のお店「レンタルショップ・KOBAYA」の店長ケンコバが、注目のDVDから話題の人物まで、満足度99%の“イチオシ”を紹介する。
秘密の花園〔木曜日〕
村上ショージと美人秘書（夏目ナナ、ユリサ）が毎週、都内各所の「花」のある場所から中継する。
クミ先生の答えはコウダ!〔木曜日〕
視聴者からのお悩みに“倖田來未風”のクミ先生が答えるコーナー。

## スタッフ
- 構成：町山広美、ひめはじめ
- 演出：野澤尚弘
- プロデューサー：大澤弘子、村手武治
- チーフプロデューサー：政橋雅人
- 製作著作：日テレ